# Zamek Hugenpoet
Zamek Hugenpoet (niem. Schloss Hugenpoet) – zabytkowy zamek w Kettwig, dzielnicy Essen (Nadrenia Północna-Westfalia).

## Historia
W 778 zamek po raz pierwszy jest wspomniany jako królewska posiadłość Karola Wielkiego i własność panów Nesselrode, zwanych Hugenpoet. W 1478 obiekt zostaje zdobyty i spalony. W 1509 rozpoczyna się budowa nowego zamku. W 1647 Johann Wilhelm von Nesselrode-Hugenpoet burzy  uszkodzony podczas wojny trzydziestoletniiej zamek i buduje nowy (obecny). Warownia popada w ruinę i zostaje sprzedana baronowi Friedrichowi Leopoldowi von Fürstenbergowi (1831). W 1879 rodzina von Fürstenberg przenosi tutaj swoją rezydencję z zamku Borbeck. Podczas II wojny światowej w 1940 jest siedzibą Muzeum Folkwang z Essen do 1954 (parter). W 1955 Kurt Neumann zostaje pierwszym właścicielem hotelu i restauracji. Od 2014 Maximilian von Fürstenberg  przejmuje hotel.
Na fasadzie południowej portal z herbami Friedricha von Fürstenberga zu Hugenpoet i jego żony Anny Franciszki Wolff Metternich zur Gracht.

Nad bramą herby Konstantina Erasmusa von Nesselrode zu Hugenpoet i jego żony Almary von Virmond.

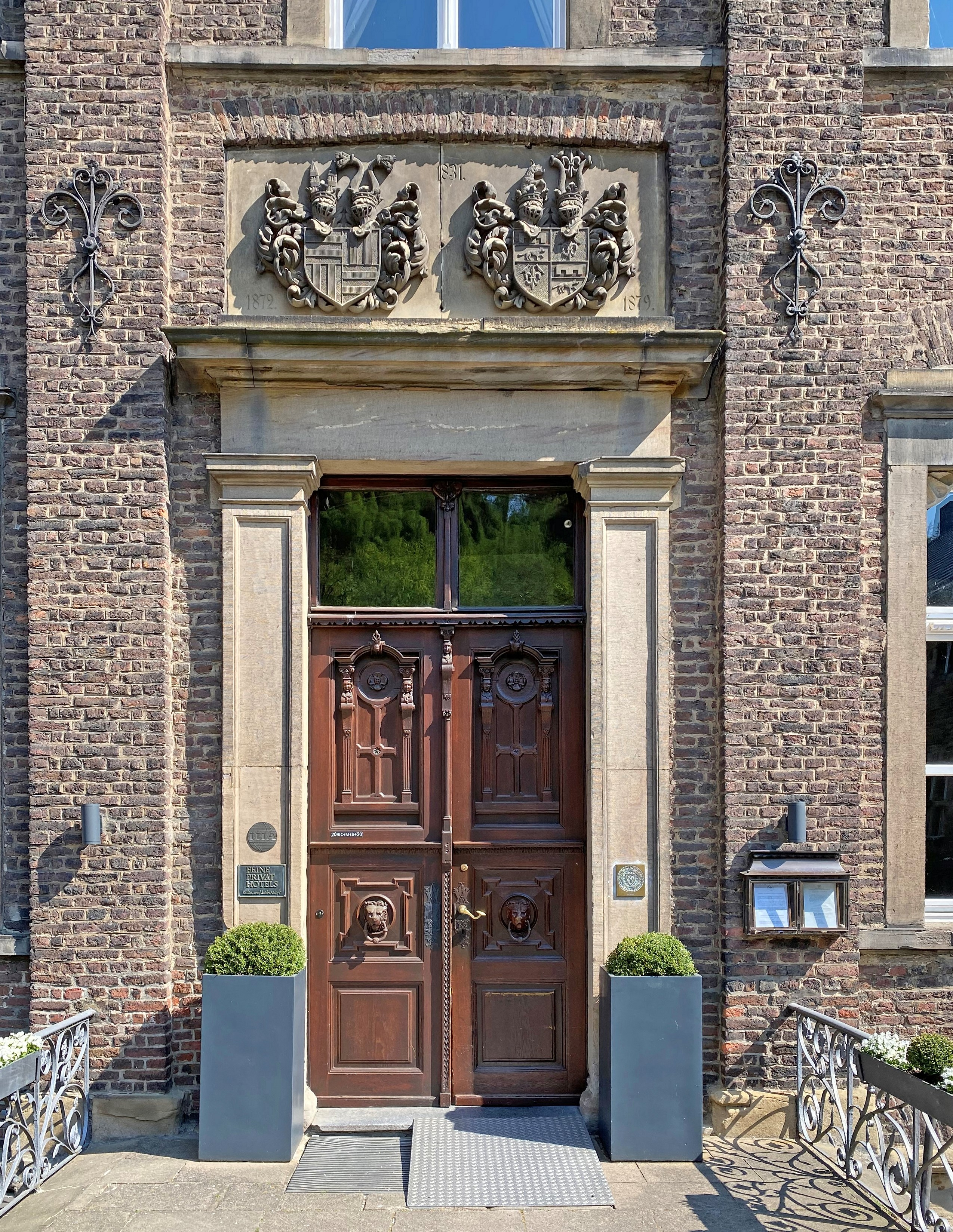
Portal z herbami
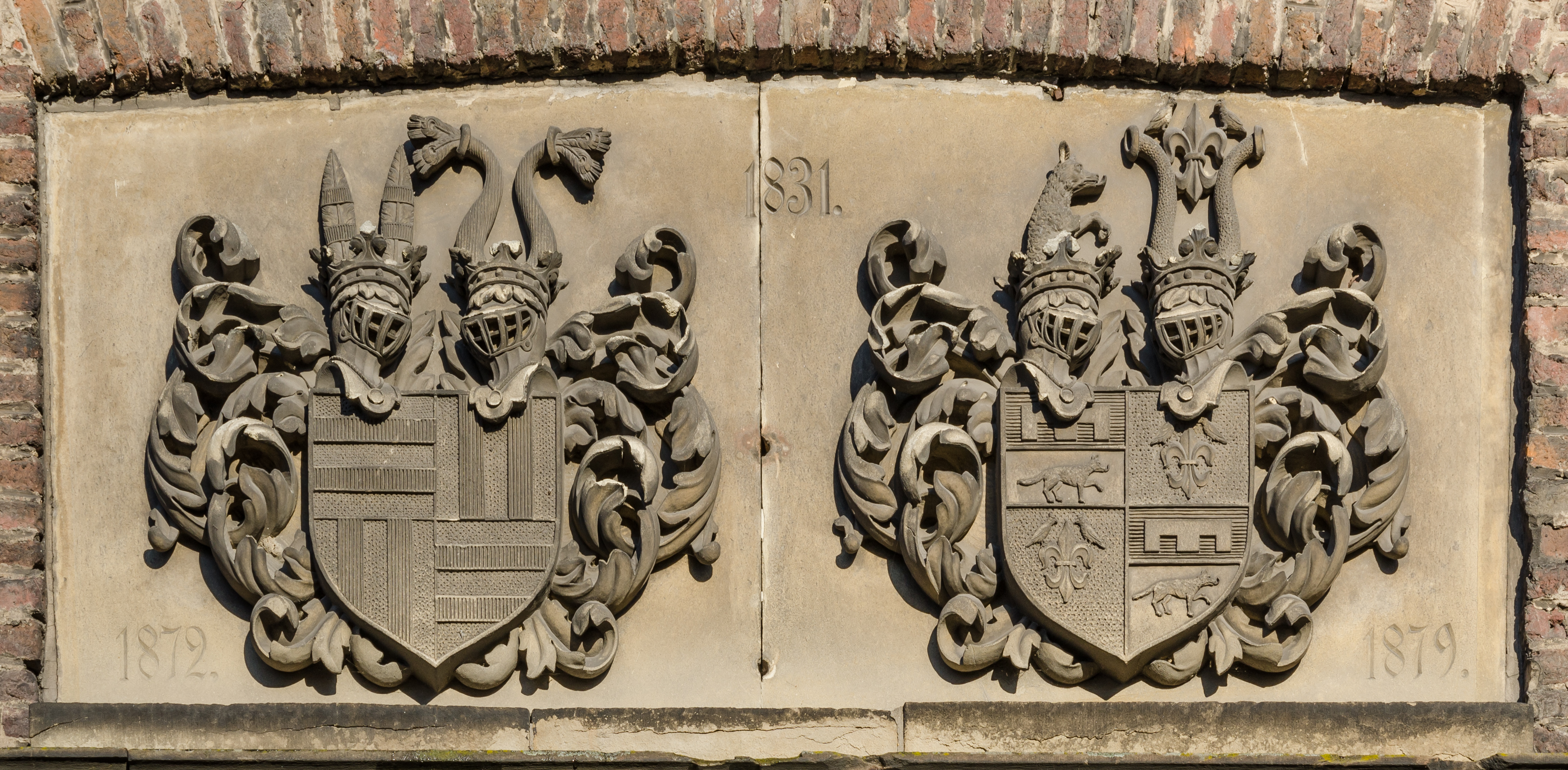
Herby Fürstenberg i Wolff Metternich
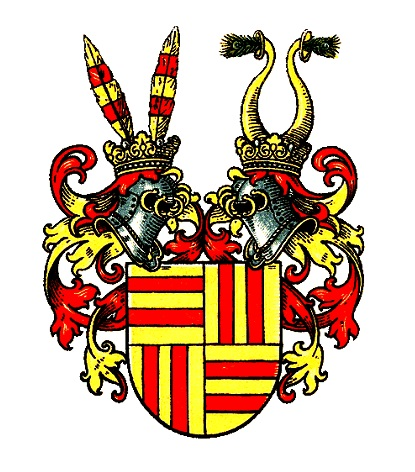
Herb Friedricha von Fürstenberga
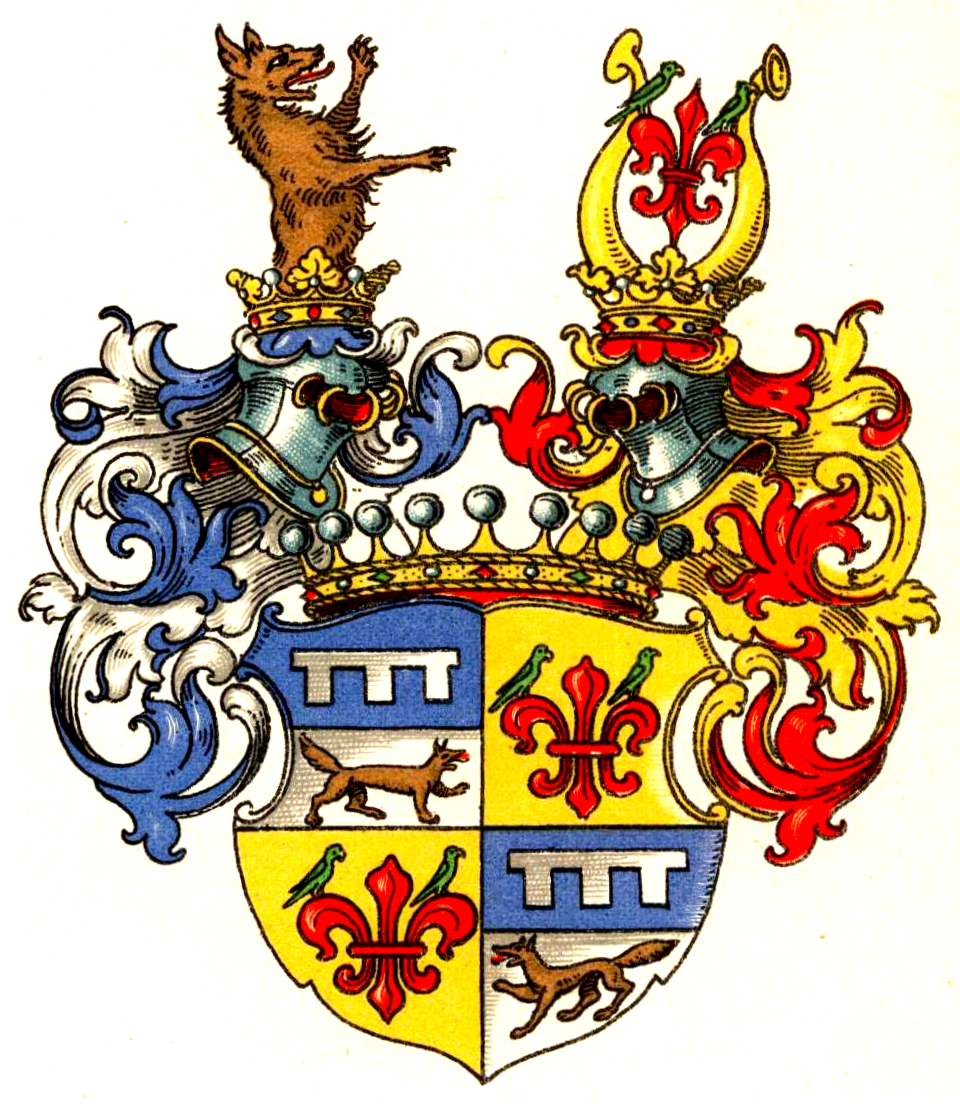
Herb Anny Wolff Metternich
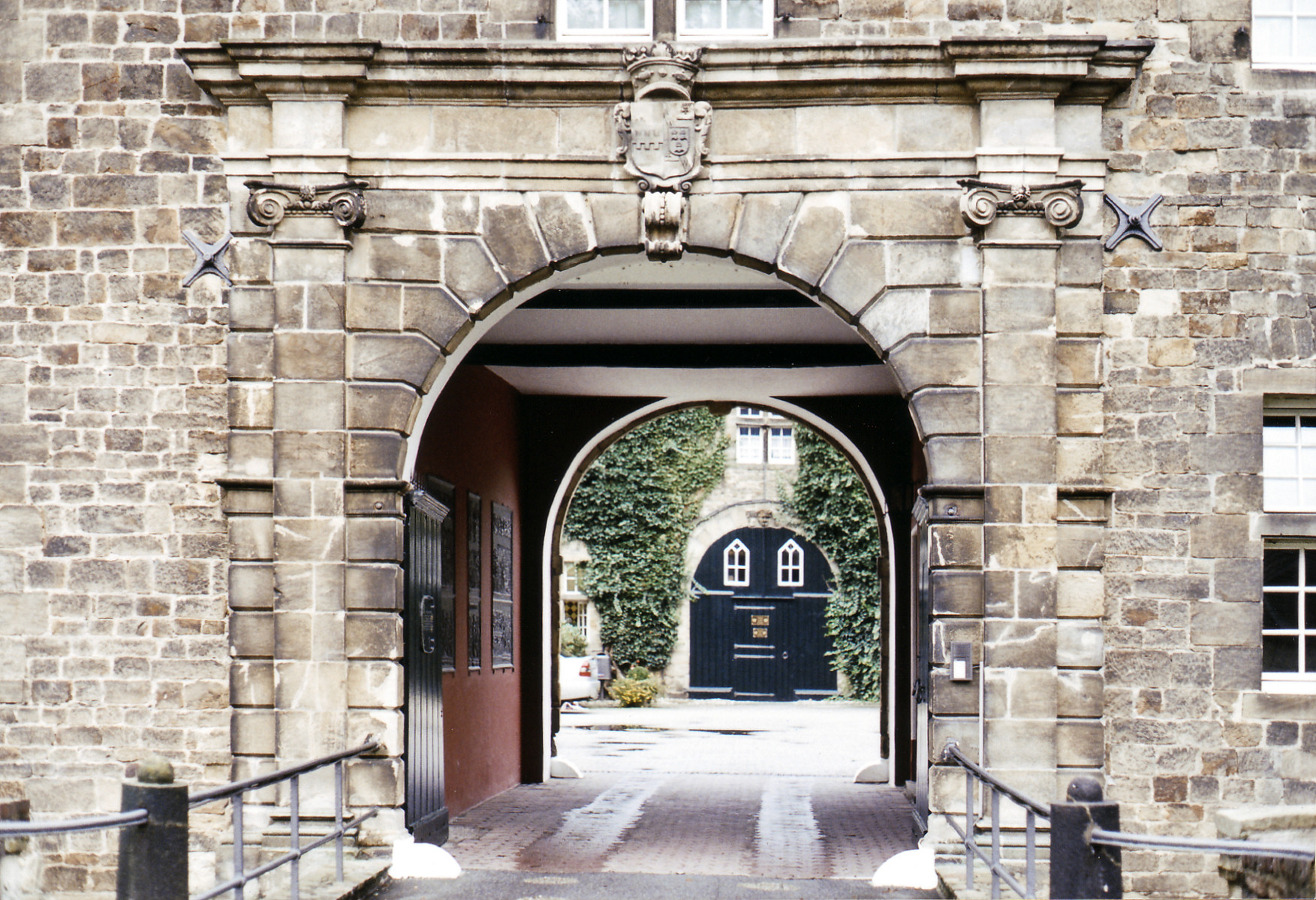
Brama z herbami Nesselrode i Virmond
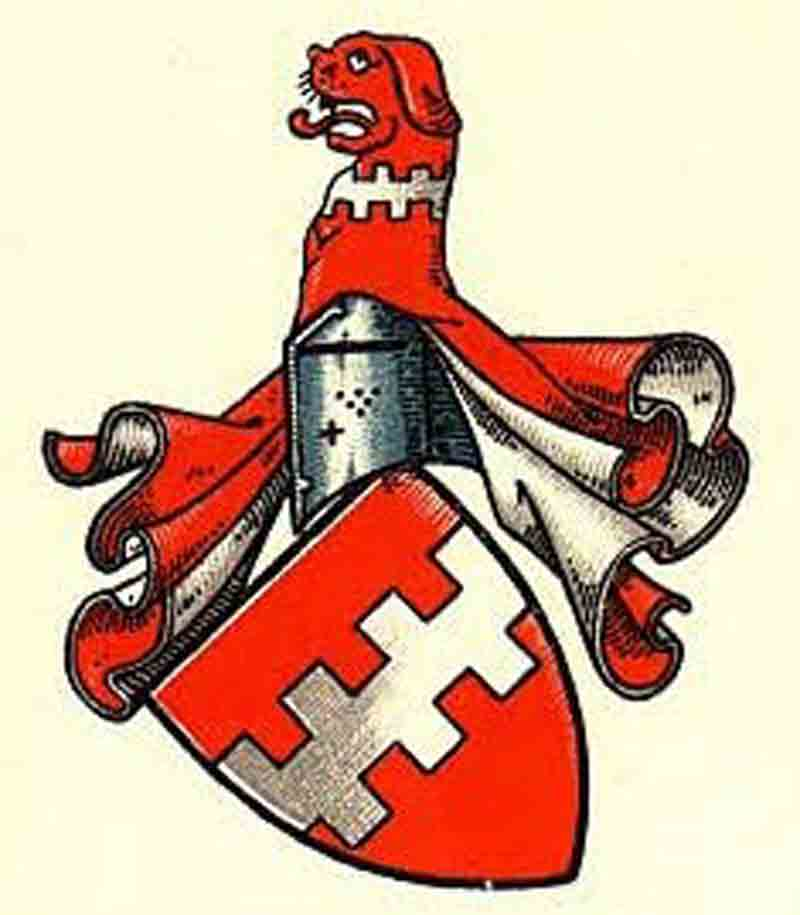
Herb  Konstantina von Nesselrode
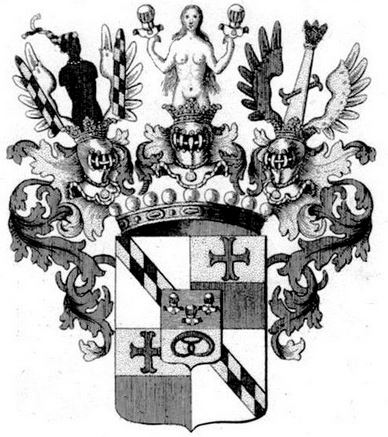
Herb Almary von Virmond